# Oriol de Buru
L'oriol de Buru (Oriolus bouroensis) és un ocell de la família dels oriòlids (Oriolidae).

## Hàbitat i distribució
Habita els boscos de l'illa de Buru, al les Moluques meridionals i a les illes Tanimbar.